# Eanhere
Die ersten bekannten Könige des angelsächsischen Königreichs der Hwicce waren die beiden Brüder Eanhere und Eanfrith, Zeitgenossen von Wulfhere (658–674/675) von Mercia, die um 660 gemeinsam regierten. Beide Könige waren Christen, ebenso wie das Volk von Huicci (Hwicce). Seine Nichte Eaba (auch Eafe, Ebba) wurde mit Æthelwalh dem König von Sussex vermählt und um 681 als regina (Königin) erwähnt.
John Leland (1506–1552) vertrat die Auffassung, Eanhere wäre möglicherweise mit Osthryth, der Tochter des Königs Oswiu von Bernicia verheiratet gewesen. Ihre Kinder sollen Osric und Oswald gewesen sein. Diese Theorie wird von modernen Historikern abgelehnt.